# Europese Kampioenschappen 2018

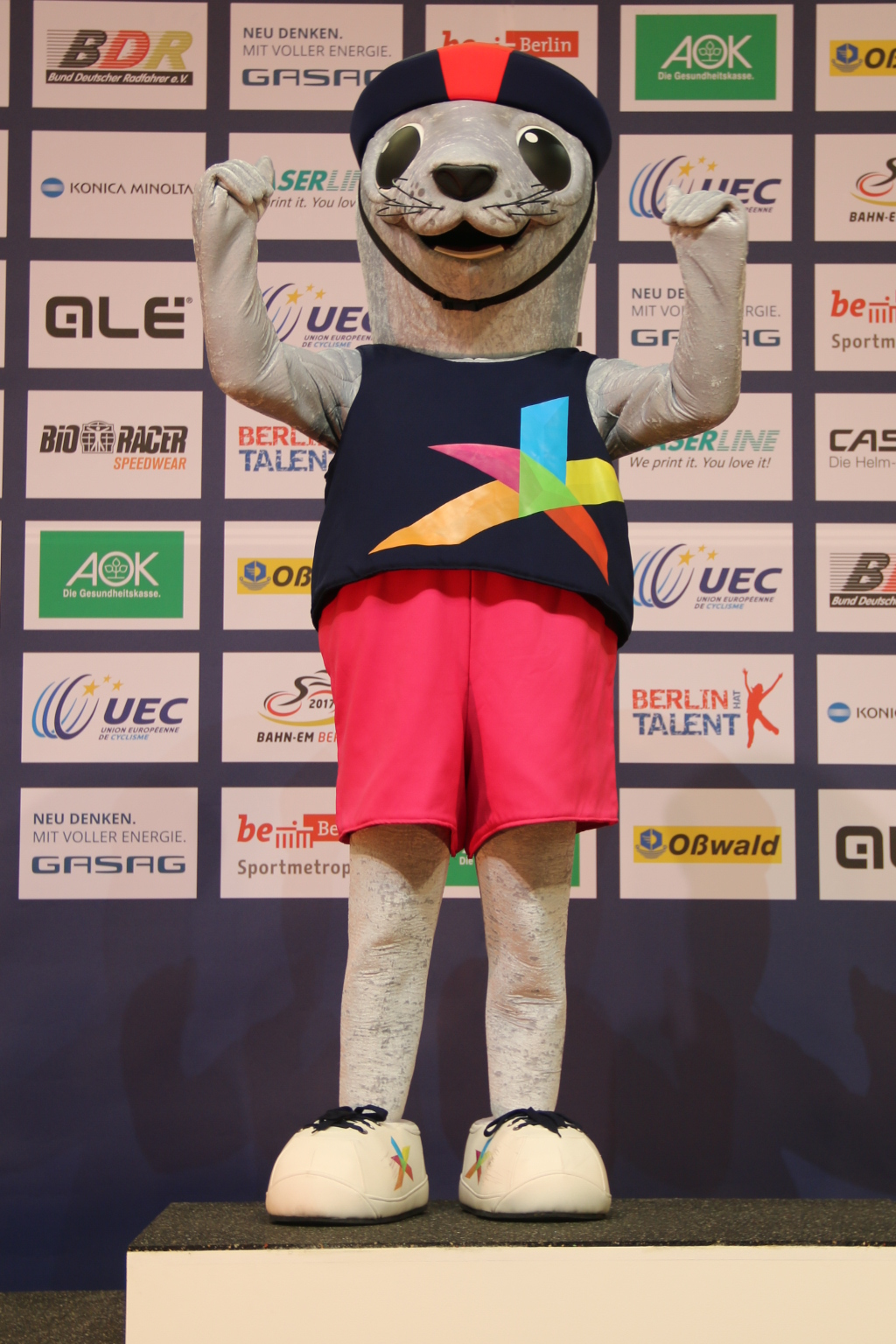
Mascotte Bonnie de zeehond van de Europese Kampioenschappen 2018.

De Europese Kampioenschappen 2018 werden van 2 tot en met 12 augustus 2018 gehouden in Berlijn en Glasgow. Dit was de eerste editie van de Europese Kampioenschappen, een multisportevenement dat de bestaande Europese kampioenschappen van zeven sporten van het Europese continent om de vier jaar samenbrengt.
Deze editie ging uitzonderlijk door in 2 gaststeden, zijnde Glasgow in het Verenigd Koninkrijk en Berlijn in Duitsland. In 2018 werden de Europese kampioenschappen atletiek gehouden in Berlijn, terwijl in Glasgow de zwemsporten, wielrennen, gymnastiek, roeien en triatlon organiseert, samen met een nieuw Europese kampioenschap golf. Bij deze editie coördineren alvast de Europese bestuursorganen voor atletiek, watersport, fietsen, golf, gymnastiek, roeien en triatlon hun individuele Europese kampioenschappen als onderdeel van de eerste editie tussen 2 en 12 augustus 2018. Dat bij deze eerste editie twee steden gaststad zijn is een gevolg van het feit dat Berlijn reeds gekozen was als gastheer voor de Europese kampioenschappen atletiek en Glasgow reeds gekozen was als gastheer voor de Europese kampioenschappen zwemsporten. De andere sporten sloten aan in deze laatste stad.
De kampioenschappen werden georganiseerd onder een nieuw merk met het sterachtig logo "Mark of a Champion" als gemeenschappelijk symbool. Grote stimulans voor de gezamenlijke organisatie was een kostenbesparing, gecombineerd met hogere visibiliteit. De European Broadcasting Union was een belangrijke partner in het evenement en bood het via het Eurovisie-netwerk aan om op Europa's free-to-air-kanalen uit te zenden, met een geschat publiek van meer dan 1 miljard kijkers. Het evenement werd ook uitgezonden via radio en meerdere digitale platforms.

## De kampioenschappen
- De European Athletic Association organiseert in Berlijn de Europese kampioenschappen atletiek 2018.
- De Ligue Européenne de Natation organiseert in Glasgow de Europese kampioenschappen zwemsporten 2018.
- De Union Européenne de Cyclisme organiseert in Glasgow de Europese kampioenschappen wielrennen 2018.
- De Fédération Internationale des Sociétés d'Aviron organiseert in Glasgow de Europese kampioenschappen roeien 2018.
- De International Triathlon Union organiseert in Glasgow de Europese kampioenschappen triatlon 2018
- De European Union of Gymnastics organiseert in Glasgow de Europese kampioenschappen gymnastiek 2018
- De Europese PGA Tour en de Ladies European Tour organiseren in Gleneagles, 50 km ten noordoosten van Glasgow, de eerste European Golf Team Championships.

## Wedstrijdschema
| ● | Wedstrijden | 1 | Wedstrijden met medailles |

| Augustus    | Augustus         | 2 Don | 3 Vri | 4 Zat | 5 Zon | 6 Maa | 7 Din | 8 Woe | 9 Don | 10 Vri | 11 Zat | 12 Zon | Onderdelen |
| ----------- | ---------------- | ----- | ----- | ----- | ----- | ----- | ----- | ----- | ----- | ------ | ------ | ------ | ---------- |
| Atletiek    | Atletiek         |       |       |       |       | ●     | 7     | 5     | 6     | 9      | 11     | 12     | 50         |
| Zwemsporten | Zwemmen          |       | 4     | 6     | 6     | 6     | 6     | 6     | 9     |        |        |        | 72         |
| Zwemsporten | Schoonspringen   |       |       |       |       | 1     | 2     | 2     | 2     | 2      | 2      | 2      | 72         |
| Zwemsporten | Synchroonzwemmen |       | 2     | 1     | 1     | 2     | 3     |       |       |        |        |        | 72         |
| Zwemsporten | Openwaterzwemmen |       |       |       |       |       |       | 2     | 2     |        | 1      | 2      | 72         |
| Wielersport | Baanwielrennen   | ●     | 6     | 4     | 4     | 4     | 4     |       |       |        |        |        | 30         |
| Wielersport | Wegwielrennen    |       |       |       | 1     |       |       | 2     |       |        |        | 1      | 30         |
| Wielersport | Mountainbike     |       |       |       |       |       | 2     |       |       |        |        |        | 30         |
| Wielersport | BMX              |       |       |       |       |       |       |       |       | ●      | 2      |        | 30         |
| Golf        | Golf             |       |       |       |       |       |       | ●     | ●     | ●      | 1      | 2      | 3          |
| Turnen      | Mannen           |       |       |       |       |       |       |       | ●     |        | 1      | 6      | 12         |
| Turnen      | Vrouwen          | ●     |       | 1     | 4     |       |       |       |       |        |        |        | 12         |
| Roeien      | Roeien           | ●     | ●     | 9     | 9     |       |       |       |       |        |        |        | 18         |
| Triatlon    | Triatlon         |       |       |       |       |       |       |       | 1     | 1      | 1      |        | 3          |
| Totaal      | Totaal           |       | 12    | 21    | 24    | 14    | 24    | 17    | 20    | 12     | 19     | 25     | 188        |
| Cumulatief  | Cumulatief       |       | 12    | 31    | 57    | 71    | 95    | 112   | 132   | 144    | 163    | 188    | 188        |

## Medaillespiegel
| Plaats | Land                | Goud | Zilver | Brons | Totaal |
| 1      | Rusland             | 31   | 19     | 16    | 66     |
| 2      | Verenigd Koninkrijk | 26   | 26     | 22    | 74     |
| 3      | Italië              | 15   | 17     | 28    | 60     |
| 4      | Nederland           | 15   | 15     | 13    | 43     |
| 5      | Duitsland           | 13   | 17     | 23    | 53     |
| 6      | Frankrijk           | 13   | 14     | 15    | 42     |
| 7      | Polen               | 9    | 6      | 6     | 21     |
| 8      | Oekraïne            | 8    | 13     | 5     | 26     |
| 9      | Zwitserland         | 8    | 4      | 7     | 19     |
| 10     | Hongarije           | 7    | 4      | 4     | 15     |
| 11     | België              | 6    | 5      | 8     | 19     |
| 12     | Zweden              | 6    | 3      | 2     | 11     |
| 13     | Noorwegen           | 5    | 2      | 1     | 8      |
| 14     | Griekenland         | 4    | 3      | 2     | 9      |
| 15     | Wit-Rusland         | 4    | 2      | 3     | 9      |
| 16     | Spanje              | 3    | 6      | 10    | 19     |
| 17     | Roemenië            | 3    | 4      | 3     | 10     |
| 18     | Portugal            | 2    | 2      | 0     | 4      |
| 19     | Kroatië             | 2    | 1      | 0     | 3      |
| 20     | Denemarken          | 1    | 4      | 2     | 7      |
| 20     | Litouwen            | 1    | 4      | 2     | 7      |
| 22     | Turkije             | 1    | 3      | 2     | 6      |
| –      | ANA                 | 1    | 3      | 2     | 6      |
| 23     | Ierland             | 1    | 1      | 2     | 4      |
| 24     | IJsland             | 1    | 1      | 0     | 2      |
| 24     | Israël              | 1    | 1      | 0     | 2      |
| 26     | Tsjechië            | 0    | 3      | 1     | 4      |
| 27     | Oostenrijk          | 0    | 1      | 3     | 4      |
| 28     | Slovenië            | 0    | 1      | 1     | 2      |
| 29     | Azerbeidzjan        | 0    | 1      | 0     | 1      |
| 29     | Bulgarije           | 0    | 1      | 0     | 1      |
| 29     | Slowakije           | 0    | 1      | 0     | 1      |
| 32     | Armenië             | 0    | 0      | 1     | 1      |
| 32     | Estland             | 0    | 0      | 1     | 1      |
| 32     | Finland             | 0    | 0      | 1     | 1      |
| Totaal | Totaal              | 187  | 188    | 186   | 561    |

De IAAF heeft de zes medailles (eenmaal goud, drie keer zilver en tweemaal brons) behaald door de Authorised Neutral Athletes niet meegenomen in het medailleklassement.
Voor de oefening op het paard bij het kampioenschap turnen werden twee zilveren medailles uitgedeeld en geen brons. Vandaar zijn 187 gouden, 188 zilveren en 186 bronzen medailles uitgedeeld.

## Belgische medailles
- Jolien D'Hoore (baanwielrennen)
  -  op de scratch
- Nina Derwael (turnen):
  -  op de brug met ongelijke leggers
  -  op de balk
- Axelle Klinckaert (turnen):
  -  op de vloer
- Kenny De Ketele (baanwielrennen):
  -  op de puntenkoers
- Kenny De Ketele en Robbe Ghys (baanwielrennen):
  -  op de ploegkoers
- Githa Michiels (mountainbike):
  -  op de cross-country
- Nicky Degrendele (baanwielrennen):
  -  op de keirin
- Bashir Abdi (atletiek):
  -  op de 10.000m
- Victor Campenaerts (wielrennen):
  -  op de tijdrit
- Kimberly Buys (zwemmen):
  -  op 50m vlinderslag
- Marten Van Riel (triatlon):
  -  op de kwarttriatlon
- Nafi Thiam (atletiek):
  -  op de zevenkamp
- Kevin Borlée (atletiek):
  -  op de 400m
- Jonathan Borlée (atletiek):
  -  op de 400m
- Claire Michel, Jelle Geens, Valerie Barthelemy, Marten Van Riel (triatlon):
  -  op de triatlon gemengde estafette
- Dylan Borlée, Jonathan Borlée, Jonathan Sacoor, Kevin Borlée (atletiek):
  -  op de 4x400m
- Koen Naert (atletiek):
  -  op de marathon
- Wout van Aert (wielrennen):
  -  op de wegrit